# Ларрі Кларк
Ло́уренс До́нальд «Ла́ррі» Кла́рк (англ. Larry Clark; нар. 19 січня 1943, Талса, Оклахома, США) — американський фотограф і кінорежисер.

## Життєпис
Лоуренс Дональд Кларк народився 19 січня 1943 року в Талсі (штат Оклахома, США) в сім'ї Льюїса Кларка і Френсіс Кларк, яка була дитячим фотографом. 1963 року почав займатися фотографією. Кларк навчався в Лейтонській школі мистецтв в Мілвокі (штат Вісконсин), після закінчення якої у 1964 році вирушив до Нью-Йорка, а вже через пару місяців опинився у В'єтнамі, де йшла війна.
Популярність Ларрі Кларку принесли революційні фотороботи, присвячені темним сторонам життя підлітків. За них Ларрі Кларка називали то дитячим порнографом, то генієм візіонерства. Серед виданих ним фотоальбомів — «Талса» («Tulsa», 1971) вийшла у видавництві фотографа Ральфа Гібсона «Люструм Прес», «Підліткова похіть» (1982), «Досконале дитинство» (1992).
У 1995 році Ларрі Кларк прийшов у великий кінематограф, дебютувавши фільмом «Дітки» (англ. Kids). Стрічку було показано в конкурсній програмі Каннського фестивалю 1995 року і на кінофестивалі Санденс. У своїх фільмах Кларк досліджує природу підліткової субкультури (серед яких панки, серфери, скейтбордисти), чиї представники частенько залучені в нелегальні та аморальні справи, такі як вживання наркотиків і насильство.
Ларрі Кларк ставав переможцем Кінофестивалю поліційних фільмів у Коньяку, Стокгольмського кінофестивалю, був претендентом на «Золоту пальмову гілку» Каннського МКФ і «Золотого лева» Венеційського кінофестивалю.
Фотороботи Ларрі Кларка знаходяться в постійних експозиціях музеїв в усьому світі. Він вважається одним з найзначніших документальних фотографів двадцятого століття.

## Виставки (вибірково)
- 2011 — «Larry Clark: Kiss the past hello», Musée d´Art Moderne de la Ville de Paris
- 2013 — «NYC 1993: Experimental Jet Set, Trash and No Star» New Museum, New York
- 2014 — «Tulsa & Teenage Lust», Foam Amsterdam

## Фільмографія
| Рік  | Українська назва      | Оригінальна назва       | Примітки           |
| ---- | --------------------- | ----------------------- | ------------------ |
| 1995 | Дітки                 | Kids                    |                    |
| 1998 | Ще один день в раю    | Another Day in Paradise |                    |
| 2001 | Садист                | Bully                   |                    |
| 2002 | Троглодити            | Teenage Caveman         | т/ф                |
| 2002 | Кен Парк              | Ken Park                |                    |
| 2005 | Ну шо, рокери?        | Wassup Rockers          |                    |
| 2006 | Заборонено до показу! | Destricted              | частина 4: Impaled |
| 2010 |                       | Savage Innocent         |                    |
| 2011 | Мона Ліза             | Mona Lisa               |                    |
| 2012 | Дівчина з Марфи       | Marfa Girl              |                    |
| 2014 | Наш запах             | The Smell of Us         |                    |
| 2018 | Дівчина з Марфи 2     | Marfa Girl 2            |                    |

## Визнання
| Нагороди та номінації Ларрі Кларка           | Нагороди та номінації Ларрі Кларка                             | Нагороди та номінації Ларрі Кларка                             | Нагороди та номінації Ларрі Кларка |
| Рік                                          | Категорія                                                      | Фільм                                                          | Результат                          |
| -------------------------------------------- | -------------------------------------------------------------- | -------------------------------------------------------------- | ---------------------------------- |
| Каннський міжнародний кінофестиваль          |                                                                |                                                                |                                    |
| 1995                                         | Золота пальмова гілка                                          | Дітки                                                          | Номінація                          |
| Кінофестивалю поліцейських фільмів у Коньяку |                                                                |                                                                |                                    |
| 1999                                         | Гран-прі                                                       | Ще один день в раю                                             | Перемога                           |
| Стокгольмський міжнародний кінофестиваль     |                                                                |                                                                |                                    |
| 2001                                         | Бронзовий кінь                                                 | Садист                                                         | Перемога                           |
| Венеційський міжнародний кінофестиваль       |                                                                |                                                                |                                    |
| 2001                                         | Золотий лев                                                    | Садист                                                         | Номінація                          |
| 2014                                         | Приз Venezia Classici                                          | Наш запах                                                      | Номінація                          |
| Римський кінофест                            |                                                                |                                                                |                                    |
| 2003                                         | Золотий Марк Ауреліо                                           | Дівчина з Марфи                                                | Перемога                           |
| Кінофестиваль в Ольденбурзі                  |                                                                |                                                                |                                    |
| 2003                                         | Німецька незалежна почесна нагорода (разом з Філіпом де Брока) | Німецька незалежна почесна нагорода (разом з Філіпом де Брока) | Перемога                           |
| Паризький ЛГБТ-кінофестиваль Chéries-Chéris  |                                                                |                                                                |                                    |
| 2014                                         | Гран-прі                                                       | Наш запах                                                      | Перемога                           |